# 細川業秀
細川 業秀（ほそかわ なりひで）は、南北朝時代の武将。紀伊国守護。細川淡路守護家の出身と考えられるが詳細は不明。

## 概要
淡路国に拠点があったことから細川淡路守護家の出身と考えられる。永和元年/天授元年（1375年）8月に紀伊守護に任じられ、橋本正督と共に紀伊国にいた南朝方の湯浅氏を平定している。しかし、同4年（1378年）11月2日に正督が南朝方に寝返ったため、業秀は細川頼基や山名義理、山名氏清らとともにこれを平定した。しかし頼基と義理が帰京した後に再び正督が業秀に攻勢を仕掛けたため淡路国へと帰国した。これによって足利義満から紀伊守護職を解任されている。